# (1055) Tynka
(1055) Tynka est un astéroïde de la ceinture principale découvert le 17 novembre 1925 par l'astronome tchécoslovaque Emil Buchar à Alger. Il est nommé en hommage à la mère de l'astronome. 

## Histoire
Sa désignation provisoire était 1925 WG. Il est nommé Tynka en hommage à la mère de l'astronome qui l'a découvert.